# ヨーロッパオープン・ローマ
ヨーロッパオープン・ローマ(Europian Open Rome)はイタリアの国際柔道大会

## 来歴
2009年よりIJFワールド柔道ツアーの一環として、グランドスラム、グランプリに次ぐ位置付けとなったワールドカップのうちの1大会。なお、今大会は世界ランキング対象大会であるが、国際柔道連盟主催ではなく大陸連盟主催の大会であるため、ワールド柔道ツアーには含まれない。2012年から男女ともに大会が開催されることになった。以前は「イタリア国際柔道大会」と呼ばれていた。2009年から「ワールドカップ・ローマ」という名称になったが、2013年には「ヨーロッパオープン・ローマ」という名称に変更された。2022年からはリッチョーネに開催地が変更された。

## 名称の変遷
イタリア国際柔道大会( -2008)

ワールドカップ・ローマ World Cup Rome(2009-2012)

ヨーロッパオープン・ローマ Europian Open Rome(2013- )

ヨーロッパオープン・リッチョーネ Europian Open Riccione(2022- )

## 優勝者

### 男子
| 年     | 60 kg級                  | 66 kg級                      | 73 kg級                      | 81 kg級                        | 90 kg級                  | 100 kg級                       | 100 kg超級                           |
| 2010年 | フェリペ・キタダイ       | 曺準好                       | 方貴満                       | スヴェン・マレシュ             | ビクトル・セメノフ       | タギル・カイブラエフ           | マルティン・パダル                   |
| 2012年 | ルートウィヒ・パイシャー | ディミトリ・ドラジャン       | フローレン・ウラニ           | ロベルト・ゲス                 | アレクサンドル・イディア | レナン・ヌネス                 | ジャン＝セバスチャン・ボンヴォワサン |
| 2015年 | 大島優磨                 | タル・フリッカー             | ラシャ・シャフダトゥアシビリ | 丸山剛毅                       | ベイカー茉秋             | 羽賀龍之介                     | 原沢久喜                             |
| 2017年 | 藤阪泰恒                 | アン・バウル                 | 吉田優平                     | エドゥアルド・ユウジ・サントス | ピオトル・クチェラ       | アーロン・ファラ               | 太田彪雅                             |
| 2019年 | オルジ・バリザダ         | キリアン・ル・ブルーシュ     | 沈株鴻                       | アバス・アジゾフ               | ドメニコ・ディ・グイダ   | アルマン・アダミアン           | フェディール・パンコ                 |
| 2022年 | サリフ・イルディズ       | ルダ・スドゥキ               | ルカ・オトマヌ               | フランク・デ・ウィット         | ロリス・タシエル         | ゼリム・コツォイエフ           | ヤキフ・ハンモ                       |
| 2023年 | サムエル・バイツェネガー | チャーリー・ヤング           | ヘグ・コーエン               | ティチアノ・ファルコネ         | マラト・クリジャンスキー | アスレイ・ゴンサレス           | ゲルマン・アンドレエフ               |
| 2024年 | アルテム・レシウク       | ゲオルジオス・バラルジシビリ | レオナルド・バレリアーニ     | ウラジーミル・アハルカツィ     | ケニー＝コミ・ベデル     | オウス＝アサレ・オウス・エンリ | ジェンナーロ・ピレッリ               |

### 女子
| 年     | 48 kg級                      | 52 kg級                  | 57 kg級                  | 63 kg級                            | 70 kg級                                  | 78 kg級                          | 78 kg超級            |
| 2011年 | エレナ・モレッティ           | マイリンダ・ケルメンディ | ジュリア・クインタバレ   | マリヤナ・ミスコビッチ             | アヴォモ・ベルナベウ                     | マリンド・フェルケルク           | ケティ・マテ         |
| 2012年 | ヴァレンティナ・モスカット   | エレナ・モレッティ       | エレーヌ・レスヴォー     | ティナ・トルステニャク             | リンダ・ボルダー                         | ジェラルディーヌ・メントウオポウ | エミリー・アンデオル |
| 2013年 | ヴァレンティナ・モスカット   | ロサルバ・フォルチニティ | コリーナ・カプリオリウ   | ティナ・トルステニャク             | マヤ・トゥワイエル                       | アニカ・ハイゼ                   | サラ・アドリントン   |
| 2014年 | パウラ・パレト               | 馬英楠                   | ラファエラ・シルバ       | 津金恵                             | ヌンイラ華蓮                             | 梅木真美                         | 山部佳苗             |
| 2016年 | 鄭普涇                       | オデッテ・ジュフリーダ   | ローラ・ベナローシェ     | ツェンドアユシュ・ツェレンナドミド | マリア・ペレス                           | ヤレニス・カスティージョ         | 于頌                 |
| 2018年 | フリア・フィゲロア           | 宮川拓美                 | 舟久保遥香               | メル・ディシンティオ               | ケイティー＝ジェミマ・イエーツ＝ブラウン | 和田梨乃子                       | 稲森奈見             |
| 2022年 | ミレイア・ラプエルタ・コマス | マーシャ・バルハウス     | ネコダ・スミス＝デイビス | インバル・シェメシュ               | サラ・ロドリゲス                         | ファニー＝エステル・ポスビト     | ベアトリス・ソウザ   |
| 2023年 | エバ・ペレス・ソレル         | ジュ・エチン             | ルー・ルミル             | ゲタヌ・ドゥブル                   | ジョヴァンナ・スコッチマッロ             | アンナ＝モンタ・オレク           | ス・シン             |
| 2024年 | ジャクリーヌ・シュプリンガー | イラリア・フィネストロネ | ヤナ・ゲベル             | ラウラ・ヴァスケス・フェルナンデス | イレーネ・ペドロッティ                   | ユリエ・ヘルテルホフ             | ルスラナ・ブラビナ   |

## ドーピング騒動
- 2010年の男子73kg級で優勝した韓国の方貴満は、今大会後のドーピング検査で陽性反応を示したことにより2年間の出場停止処分となった[5]。